# Tony Hendrik
Tony Hendrik (ur. 1945) – niemiecki kompozytor i producent muzyczny. Do najbardziej znanych jego projektów muzycznych należą: À La Carte, Bad Boys Blue i Haddaway.

## Życiorys
Swoją przygodę z muzyką rozpoczął w wieku 15 lat, kiedy grał w szkolnym zespole Hamburg Luniks Club.
W 1970 roku wylansował swój pierwszy przebój z grupą Tony Hendrik Five. Singiel „Grooviest Girl in Town” stał się jego pierwszym bestsellerem. Następnie pracował jako producent dla niemieckich wytwórni muzycznych Vogue i Hansa International, gdzie poznał swoją przyszłą żonę, także producent – Karin Hartman.
Razem tworzyli piosenki dla żeńskiego trio disco À La Carte. W 1979 utwór „Doctor, Doctor Help Me Please” odniósł sukces na światowych listach przebojów.
Na fali sukcesu, Tony i Karin na początku 1981 założyli własną wytwórnię Coconut Records.
Praca z grupą A La Carte trwała aż do 1984, później wraz z upadkiem ery disco, Hendrik i Hartmann przystąpili do tworzenia nowego projektu muzycznego. W lecie 1984, Tony napisał piosenkę „LOVE in My Car” i szukał wykonawców.
Początkowo planowano, aby wokalistów do nowej grupy poszukać w Anglii, ale ostatecznie znaleziono ich w Kolonii. Oryginalny skład nowej grupy przedstawiał się następująco: John Edward McInerney (ur. 7 września 1957 r. w Liverpoolu, Anglia), Trevor Oliver Taylor (ur. 11 stycznia 1958 r. w Montego Bay, Jamajka) i Andrew Freddie Thomas (ur. 25 maja 1946 r. w San Francisco, USA). W ten sposób powstała grupa Bad Boys Blue, z którą współpraca trwała do roku 1990. Później Tony i Karin byli głównymi autorami sukcesów Haddawaya. Napisane przez nich piosenki „What Is Love” i „Life” stały się w 1993 roku wielkimi światowymi przebojami.

## Projekty muzyczne
- The Tony Hendrik Five
- Nosferatu
- Andreas Martin
- Wolfgang Petry
- Emily & Tom
- Juliane Werding
- Monza
- À La Carte
- Dennie Christian
- Kim Merz
- Bad Boys Blue
- Airplay
- Broken Dreams
- Roxanne
- Neil Smith
- Julian
- Twenty One
- New Romance
- Venus
- Lipps
- Paris Blonde
- The Seachers
- Xanadu
- Chyp-Notic
- Minnesota
- Haddaway
- Fish & Chips
- Soultans
- Londonbeat
- Della Miles
- Kess
- Banaroo
- YOOMIII